# Paul Josten (Fußballspieler)
Paul Josten (* 3. April 1928) ist ein ehemaliger deutscher Fußballspieler, der langjährig mit dem Duisburger Spielverein in der Oberliga West antrat.

## Karriere
In den späten 1940er-Jahren spielte Josten beim Duisburger SC 1900, der damals in der Bezirksklasse antrat und unter anderem mit Josef Broden, Hans Lohmann (Duisburger Spielverein) sowie Gerd Schönknecht (Meidericher SV) mehrere weitere spätere Oberligaakteure in seinen Reihen hatte. Im Sommer 1950 wechselte er zum Stadtrivalen Duisburger Spielverein in die Oberliga West, welche vor Einführung der Bundesliga 1963 die höchste Spielklasse darstellte. Der Erstligist hatte im Vorfeld der Saison 1950/51 zahlreiche Zu- und Abgänge zu verzeichnen. Entsprechend konkurrierten die Neuzugänge um die Stammplätze und der damals 22-jährige Josten fand zunächst keine Berücksichtigung, ehe er am 8. Oktober 1950 bei einer 1:2-Niederlage gegen Alemannia Aachen in der Oberliga debütierte. Anschließend wurde der Defensivspieler zunehmend häufiger eingesetzt und erwies sich als talentiert, konnte den klaren Abstieg seiner Mannschaft am Saisonende aber nicht mit seinen elf Ligaeinsätzen abwenden.
Nach dem Abstieg gehörte der DSV zur II. Division, die den zweigleisigen Unterbau zur Oberliga West darstellte und sich ebenfalls auf das Gebiet Nordrhein-Westfalens ausdehnte. Josten und seine Mitspieler traten nicht in derselben Staffel mit dem Lokalrivalen Duisburger FV 08 an und hatten als Hauptkonkurrenten um den Wiederaufstieg den TSG Vohwinkel 80 aus Wuppertal. Letztlich scheiterte eine mögliche Rückkehr in die Oberliga 1952 am minimal schlechteren Torquotienten gegenüber Vohwinkel, das in der Relegationsrunde allerdings ebenfalls scheiterte. In seiner zweiten Runde beim DSV gehörte Josten mit 28 Einsätzen bereits der Stammelf an. Zur Spielzeit 1952/53 wurde aus der II. Division eine in eine Staffel zusammengeführte 2. Liga West. Josten hatte sich inzwischen einen festen Stammplatz erkämpft – er absolvierte alle 30 Ligaspiele, in denen Willi Koll 24 Tore erzielte – und spielte mit den Duisburgern um den Aufstieg mit, allerdings wurde dieser mit einem Punkt Rückstand auf den Rheydter SV erneut knapp verfehlt. Während auch Hamborn 07 damals zweitklassig spielte, übernahm der Meidericher SV zunehmend die Rolle des führenden Vereins in Duisburg. 1954 gelingt dem DSV jedoch als Zweitligameister vor dem SC Westfalia Herne der angestrebte Wiederaufstieg in die höchste Spielklasse. Josten war in 29 Ligaspielen für den DSV aufgelaufen. Damit einher ging der dauerhafte Umzug von der Rheintörchenstraße ins Wedaustadion, welches das größte Stadion in Duisburg war.
In der Oberligaspielzeit 1954/55 behielt Josten seinen Stammplatz, konnte mit seinen Mitspielern im Saisonverlauf den Meidericher SV, den FC Schalke 04 und Rot-Weiss Essen schlagen und letztlich den Klassenverbleib erreichen. Im darauffolgenden Jahr steigerte sich die Mannschaft auch dank des neuverpflichteten Nachwuchsstürmers Rolf Benning weiter und belegte am Ende den vierten Tabellenrang. Die Saison 1956/57 begann mit einer Serie von sieben Siegen, die erst durch ein 2:2 gegen den Lokalrivalen Meidericher SV und eine sich anschließende Niederlage gegen den 1. FC Köln beendet wurde. Bis in die Rückrunde hinein stand der DSV an der Tabellenspitze und wurde am Ende hinter Borussia Dortmund Zweiter. Josten hatte im gesamten Saisonverlauf keine Partie verpasst und entscheidend zum Erreichen des zweiten Platzes beigetragen, indem er in der letzten Saisonbegegnung gegen Schalke 04 kurz vor Spielende ein Tor von Willi Koll vorbereitete. Dadurch hatten sich die Duisburger äußerst knapp für die deutsche Meisterschaftsendrunde 1957 qualifizieren können. Dort traf der Spielverein in der Vorrundengruppe auf den Hamburger SV, den 1. FC Nürnberg und den 1. FC Saarbrücken und blieb neben einem Sieg gegen Saarbrücken in den anderen Partien ungeschlagen, schaffte aber mit einem Punktestand von 4:2 den Einzug ins Endspiel. Josten hatte bei allen drei Spielen im Juni 1957 auf dem Platz gestanden. In der Spielzeit 1957/58 wurde Josten lediglich ein Mal aufgeboten, schaffte danach aber die Rückkehr in die erste Elf. Nach der Teilnahme an der Meisterschaftsendrunde fiel der DSV in den späten 1950er-Jahren wieder ins Tabellenmittelfeld ab.
In der Spielzeit 1960/61 konnte die Mannschaft nur knapp die Klasse halten und zudem geriet der Verein zunehmend in finanzielle Schwierigkeiten. Josten wurde bereits deutlich seltener berücksichtigt und bestritt in der Saison 1961/62 schließlich nur noch fünf Spiele. 1962 stieg der DSV als abgeschlagener Tabellenletzter aus der Oberliga ab und der inzwischen 34 Jahre alte Josten verließ den Verein. In insgesamt neun Oberligaspielzeiten zwischen 1950 und 1951 sowie 1954 und 1962 war er auf 162 bestrittene Partien mit einem erzielten Tor gekommen. Hinzu kommen drei Zweitligajahre und seine Teilnahme an der deutschen Meisterschaftsendrunde 1957. Die Geschichte des Duisburger Spielvereins endete zwei Jahre nach seinem Abschied, als aus einer Fusion Eintracht Duisburg hervorging.